# Microxina benedeni
Microxina benedeni är en svampdjursart som först beskrevs av Topsent 1901.  Microxina benedeni ingår i släktet Microxina och familjen Niphatidae. Inga underarter finns listade i Catalogue of Life.